# Riebau
Riebau este o comună în Saxonia-Anhalt, Germania